# All is Calm
All is Calm is het laatste studioalbum van de Amerikaanse metalcoreband Confide. Het werd op 30 juli 2013 in eigen beheer uitgebracht, op het moment dat de band technisch gezien al uit elkaar was. De bezetting van de band is exact hetzelfde als op het vorige album, Recover. 
De teksten op het album gaan voornamelijk over de onvrede die de bandleden hebben tegenover de muziekindustrie en de redenen waarom ze eerder gestopt waren met de band. Met het derde nummer op het album, We Just Wanted Freedom, wordt er zelfs een sneer uitgedeeld aan de voormalige labels van de band: "You're not happy how things turned out, but it's our band and not yours. We just wanted freedom from a label, control and contracts; and write for what we believe in. Is that too much to ask?" (Vertaald: "Je bent niet blij hoe het is gelopen, maar het is onze band en niet de jouwe. We wilden gewoon vrijheid van een label, beheer en contracten; en schrijven voor waar we in geloven. Was dat te veel gevraagd?"). Andere onderwerpen die aangehaald worden zijn onder meer de droom om bekend te worden en de tegenvallende realiteit hiervan, het - muzikant zijnde - constant onderweg zijn en het hierdoor ontstane gemis van een thuisgevoel.

## Tracklist
1. Rise Up - 3:05
2. Sooner or Later - 3:37
3. We Just Wanted Freedom - 3:09
4. Days Are Gone - 3:35
5. I Won't Let You Go - 3:07
6. Unhappy Together, Unhappy Alone - 3:50
7. Somewhere to Call Home - 3:36
8. Give Me a Voice - 3:07
9. Move On - 2:31
10. Livin' The Dream - 3:28
11. Time After Time - 3:07
12. Do You Believe me Now? - 4:01

## Medewerkers

### Muzikanten
- Ross Kenyon - zang
- Jeffrey Helberg - gitaar
- Joshua Paul - gitaar
- Trevor Vickers - basgitaar
- Joel Piper - drums, zang